# Eutrochium
Eutrochium là một chi thực vật có hoa trong họ Cúc (Asteraceae).

## Loài
Chi Eutrochium gồm các loài: